# Liga Mayor de Béisbol de La Laguna
La Liga Mayor de Béisbol de La Laguna (LMBL) o simplemente Liga Mayor de La Laguna es una liga de béisbol profesional jugada en la región de La Laguna en México.

## Historia
La Liga Mayor de Béisbol de La Laguna fue fundada en 1949 por iniciativa del Diario El Siglo de Torreón, lo anterior como una forma de seguir con el ambiente beisbolero que prevalecía en aquel entonces. El circuito se fue arraigando en el corazón de la Comarca Lagunera y en el 2015 cumplió su campaña 66 en forma ininterrumpida.
En la última década el circuito ha variado reglamentos con el afán de seguir incrementando el nivel del circuito, además de formar a las futuras generaciones, desde el 2004 se instituyó la regla del pelotero novato como obligación para todo equipo en cada partido, a la fecha han participado más de 600 jóvenes exponentes de los cuales alrededor de 200 han permanecido como jugadores de la liga, por lo que se puede decir la próxima generación está formada.[cita requerida]
Inicialmente solo era jugada en los estados de Coahuila y Durango, pero estos últimos años también se han incluido equipos profesionales de Chihuahua. 
En la actualidad se juega en los estados de Coahuila y Durango.

## Equipos Temporada 2018-2019
Temporada 2018-2019
| Liga Mayor de Béisbol de La Laguna 2018-2019 |                        |
| Equipo                                       | Sede                   |
| Alacranes de Durango                         | Durango, Durango       |
| Laguna – Durango                             | Gómez Palacio, Durango |
| Orioles de Gómez Palacio                     | Gómez Palacio, Durango |
| Sandilleros de Tlahualilo                    | Tlahualilo, Durango    |